# Hetti Bywater
Harriet Jessica P. "Hetti" Bywater (Hafood, Inglaterra; 30 de septiembre de 1994) es una actriz británica, conocida por haber interpretado a Lucy Beale en la serie EastEnders. 

## Carrera
En 2011 apareció como invitada las series Casualty y Doctors. 
Ese mismo año apareció en las películas Counting Backwards, dirigida por Sean De Sparango, y St George Day, dirigida por Frank Harper.
El 12 de enero de 2012, se unió a la exitosa y aclamada serie británica EastEnders, donde interpretó a Lucy Beale hasta el 18 de abril de 2014. En 2015 regresó a la serie brevemente, después de que se emita en flashbacks la muerte de Lucy.

## Filmografía

### Series de televisión
| Año               | Título     | Personaje      | Notas                   |
| ----------------- | ---------- | -------------- | ----------------------- |
| 2012 - 2014, 2015 | EastEnders | Lucy Beale     | 251 episodios           |
| 2011              | Casualty   | Sarah Baker    | episodio "A Real Shame" |
| 2011              | Doctors    | Angelica Batte | episodio "Jealous Girl" |

### Películas
| Año  | Título             | Personaje | Notas                              |
| ---- | ------------------ | --------- | ---------------------------------- |
| 2011 | St George's Day    | Lucy      | junto a Charles Dance y Nick Moran |
| 2011 | Counting Backwords | -         | -                                  |

## Premios y nominaciones
| Año  | Categoría     | Premio            | Serie      | Resultado |
| ---- | ------------- | ----------------- | ---------- | --------- |
| 2012 | Best Newcomer | Inside Soap Award | EastEnders | Ganadora  |